# Pullman (Washington)
Pullman je grad u američkoj saveznoj državi Washington. Prema popisu stanovništva iz 2010. u njemu je živjelo 29.799 stanovnika.